# Devils×Devil デビルズデビル -Kiryu in Paris
『Devils×Devil デビルズデビル -Kiryu in Paris』（デビルズデビル -キリュウ・イン・パリ）は、猿渡哲也による日本の漫画。前作『TOUGH』のスピンオフ作品で、『週刊ヤングジャンプ』（集英社）において、2012年37・38合併号から2012年40号まで3話連載された。本作は、『Devils×Devil 〜猿渡哲也短編集〜』に収録されている。

## 概要・あらすじ
『TOUGH』の主人公「宮沢熹一」の伯父、「宮沢鬼龍」が主人公の完全パラレル作品。未知のウィルスH4Q1により荒廃した近未来。パリに現れた鬼龍が謎の生物、NHM（ノーヘアモンキー）の集団を撃退する所から物語りは始まる。

## 登場人物
宮沢 鬼龍（みやざわ きりゅう）
前作『TOUGH』の主人公、「宮沢熹一」の伯父。未知のウィルス「H4Q1」により荒廃した近未来の世界で突如パリに現れる。本作においては自身もH4Q1に侵されながらもある目的のため、ルーヴル宮を訪れる。
かつて5年ほどパリに住んだことがあり、第二の故郷と言うくらいに愛していたと語っている。
IQ200の知能を持つ上豊富な知識を有し、多才にも恵まれ格闘技や殺人術にも精通した人物で「悪魔を超えた悪魔」と呼ばれていたが、絵を描くことだけは人並み以下であることが本作で判明した。
マリア
ルーヴル宮に現れた謎の少女。喋ることができない。スケッチブックを持ち歩き、その中に両親と思われる男女と写った写真を持っていた。H4Q1に感染していない奇跡の体質を持つ。
NHM（ノーヘアモンキー）
H4Q1により死亡した人間が0.00001%の割合で変異する怪物。知性を持たず、貪欲で食らうことにのみ執着した生物である。

## 書誌情報
- 猿渡哲也 『Devils×Devil 〜猿渡哲也短編集〜』 集英社〈ヤングジャンプ・コミックス〉、2013年2月19日発売[3]、ISBN 978-4-08-879518-8